# カナダライン
カナダライン（英語: Canada Line）は、カナダバンクーバーにあるトランスリンクが運営するバンクーバー・スカイトレインの路線である。ウォーターフロント駅からリッチモンドのリッチモンド・ブリグハウス駅とYVR・エアポート駅を結んでいる。他の2つのスカイトレイン路線とは異なり、リニタモーター式の運行ではない。

## 概要
2010年のバンクーバーオリンピック開催に合わせ、バンクーバーの中心部と郊外のリッチモンドにあるバンクーバー国際空港を結ぶ空港連絡鉄道として整備され、2009年に開通した。計画段階ではRAVライン (Richmond-Airport-Vancouver Rapid Transit Line) と呼ばれていた。始発駅のウォーターフロント駅からマリンドライブ駅の手前までの区間は地下を走り、その先は地上に出てフレーザー川を越え、ブリッジポート駅でリッチモンド市中心部へ向かってリッチモンド・ブリグハウス駅まで行く本線とバンクーバー国際空港へ向かう空港支線の二つの路線に分かれている。
2008年に建設された現代ロテムが製造した2両編成の20編成で運用が開始された。また、2019年から2020年にかけて2両編成の12編成が投入された。

## 駅

### 本線
| 駅                                                     | 営業キロ | 開通年 | 接続路線、施設                                                  | 方式 |
| ------------------------------------------------------ | -------- | ------ | --------------------------------------------------------------- | ---- |
| ウォーターフロント駅 (Waterfront Station)              | 0.0      | 2009年 | ■エキスポライン、■ウエストコーストエクスプレス、■シーバス       | 地下 |
| バンクーバーシティセンター駅 (Vancouver City Centre)   |          | 2009年 | ロブソン通り、バンクーバー公共図書館                            | 地下 |
| イエールタウン・ラウンドハウス駅 (Yaletown–Roundhouse) |          | 2009年 | イエールタウン                                                  | 地下 |
| オリンピックビレッジ駅 (Olympic Village)               |          | 2009年 | バンクーバ・ダウンタウン・歴史鉄道(路面電車) オリンピック選手村 | 地下 |
| ブロードウェイ・シティホール駅 (Broadway–City Hall)    |          | 2009年 | バンクーバー市庁舎                                              | 地下 |
| キングエドワード駅 (King Edward)                       |          | 2009年 | クィーンエリザベス公園                                          | 地下 |
| オークリッジ・41番アベニュー駅 (Oakridge–41st Avenue)  |          | 2009年 |                                                                 | 地下 |
| ランガラ・49番アベニュー駅 (Langara–49th Avenue)       |          | 2009年 | ランガラ・カレッジ                                              | 地下 |
| マリンドライブ駅 (Marine Drive)                        |          | 2009年 |                                                                 | 高架 |
| ブリッジポート駅 (Bridgeport)                          | 11.1     | 2009年 | ■カナダライン・空港支線                                         | 高架 |
| キャプスタン駅 (Capstan)                               |          | 2024年 |                                                                 | 高架 |
| アバディーン駅 (Aberdeen)                              |          | 2009年 |                                                                 | 高架 |
| ランズダウン駅 (Lansdowne)                             |          | 2009年 |                                                                 | 高架 |
| リッチモンド・ブリグハウス駅 (Richmond–Brighouse)      | 14.4     | 2009年 | リッチモンドセンター                                            | 高架 |

### 空港支線
空港敷地内（YVR・エアポート駅からテンプルトン駅）での乗降には運賃が発生しないが、テンプルトン駅からブリッジポート駅へ向かう場合には基本運賃に加え空港加算運賃が適用される。ブリッジポート駅から空港方面に向かう場合は基本運賃のみ発生する。空港敷地内で乗降する場合、自動券売機にて無料の切符を発行できる。
| 駅                                           | 営業キロ | 開通年 | 接続路線、施設                  | 方式 |
| -------------------------------------------- | -------- | ------ | ------------------------------- | ---- |
| ブリッジポート駅(Bridgeport)                 | 11.1     | 2009年 | ■カナダライン・リッチモンド方面 | 高架 |
| テンプルトン駅 (Templeton)                   |          | 2009年 |                                 | 地上 |
| シーアイランドセンター駅 (Sea Island Centre) |          | 2009年 |                                 | 地上 |
| YVR・エアポート駅 (YVR–Airport)              | 15.1     | 2009年 | バンクーバー国際空港            | 高架 |

#### 新駅計画
2024年12月20日、カナダライン開業以来初となる新駅、キャプスタン駅が開業した。その他にも、将来的に以下の駅を新設できるように備えた設計となっている。ただし、着工の見通しや開業時期は未定。
- 33番アベニュー駅 (33rd Avenue)
- 57番アベニュー駅 (57th Avenue)
- YVR3駅 (YVR3)

## ギャラリー

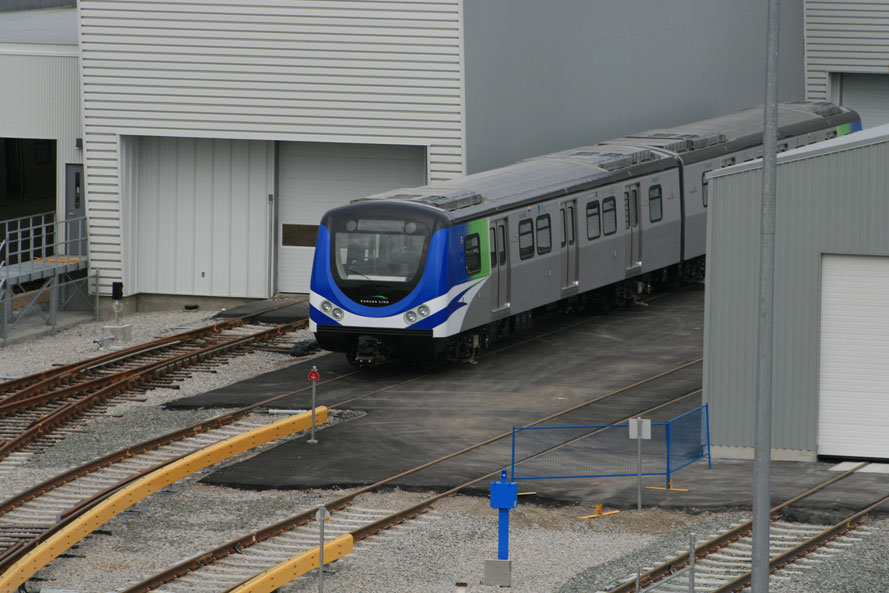
現代ロテム製のカナダラインの車両
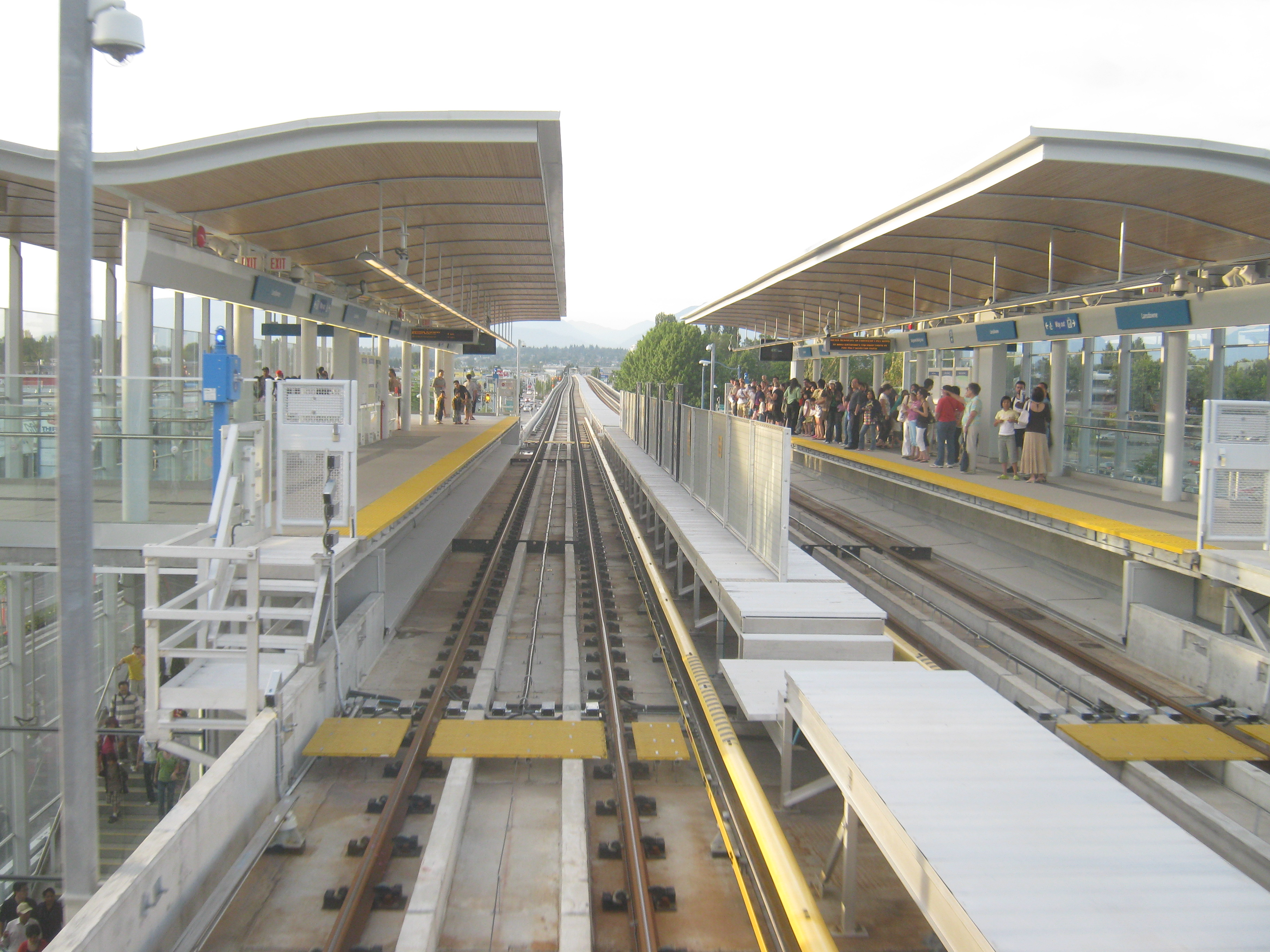
カナダラインのランズダウン駅
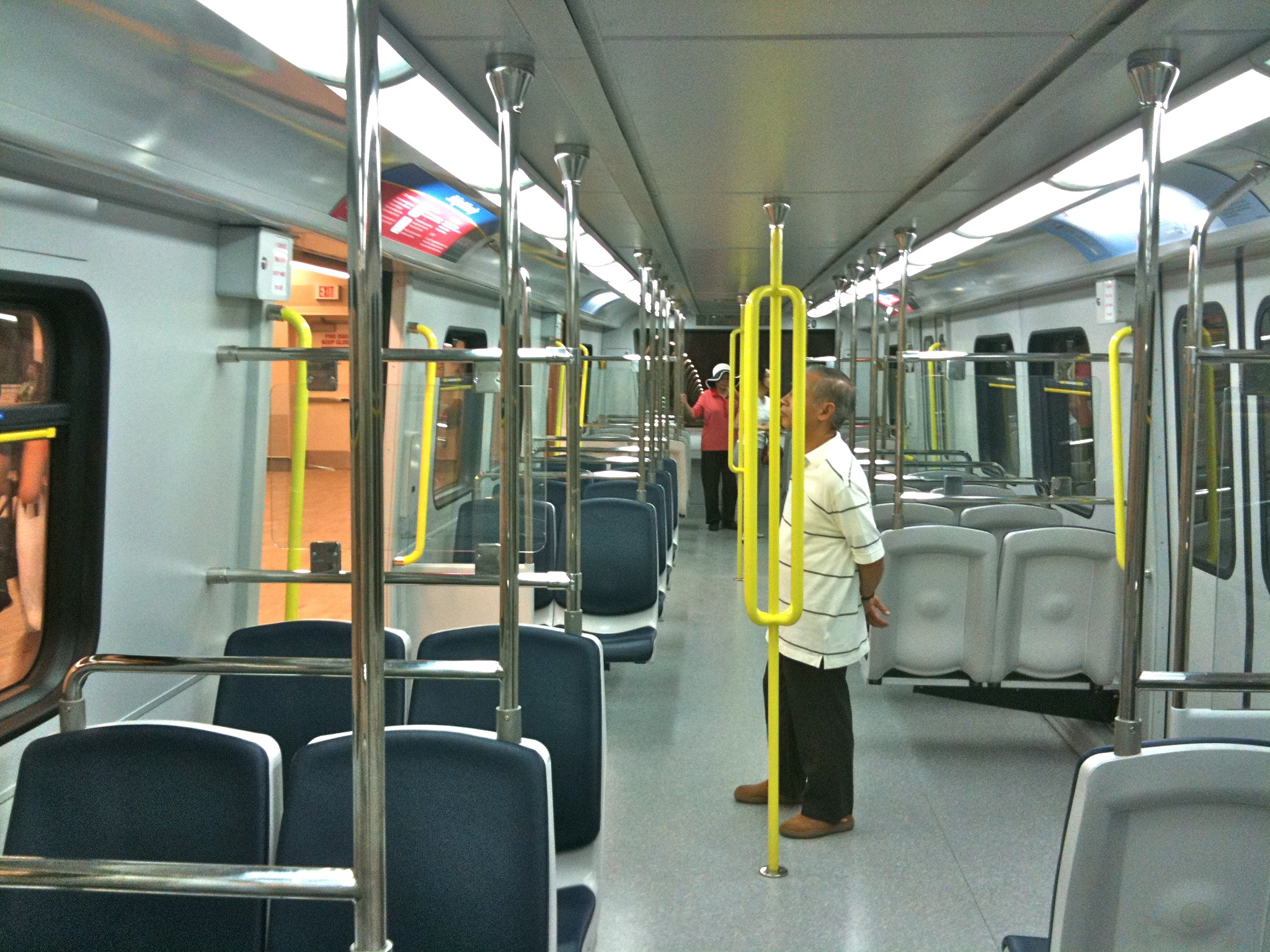
カナダラインの車両内装
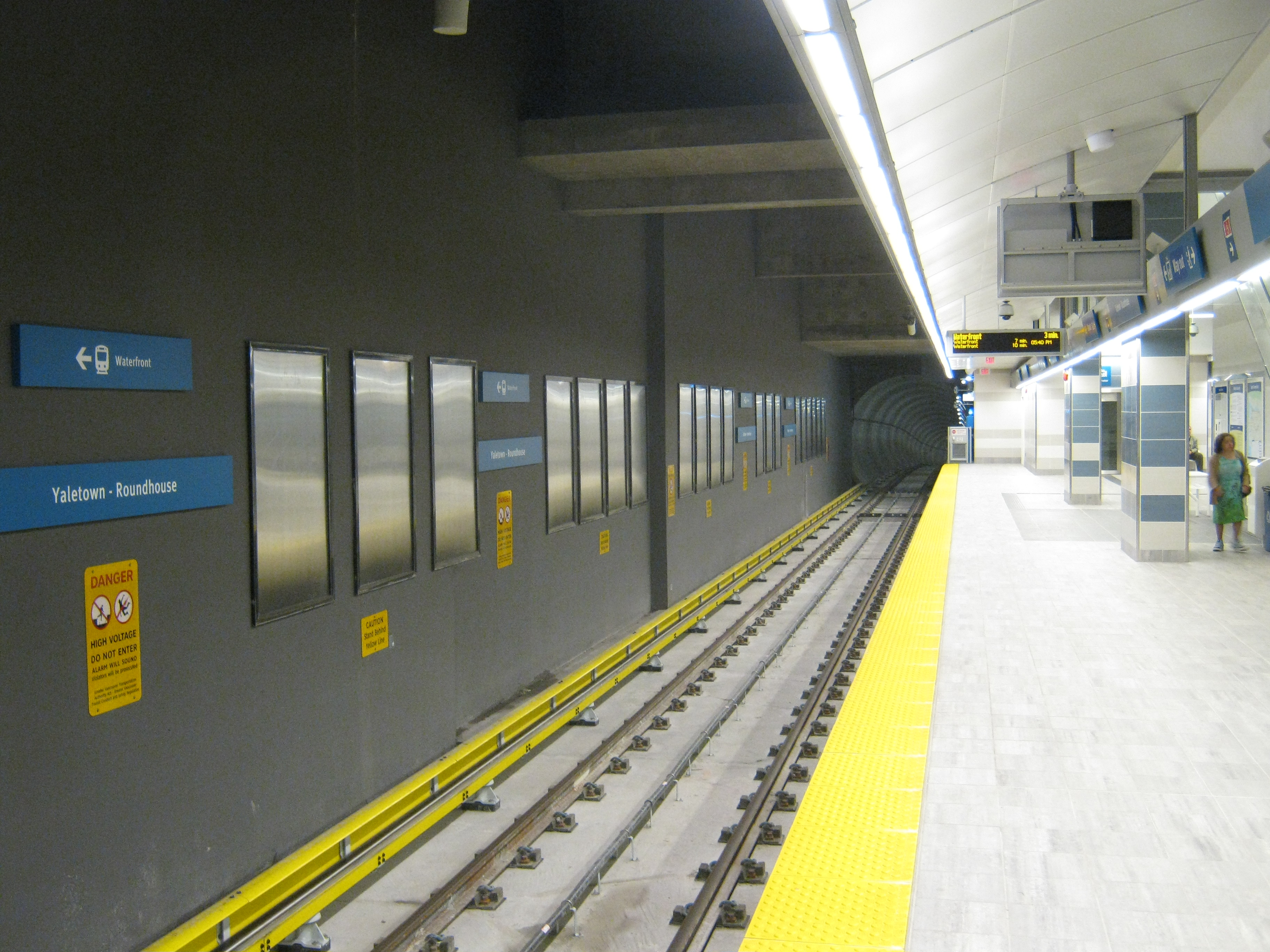
カナダラインのイエールタウン・ラウンドハウス駅
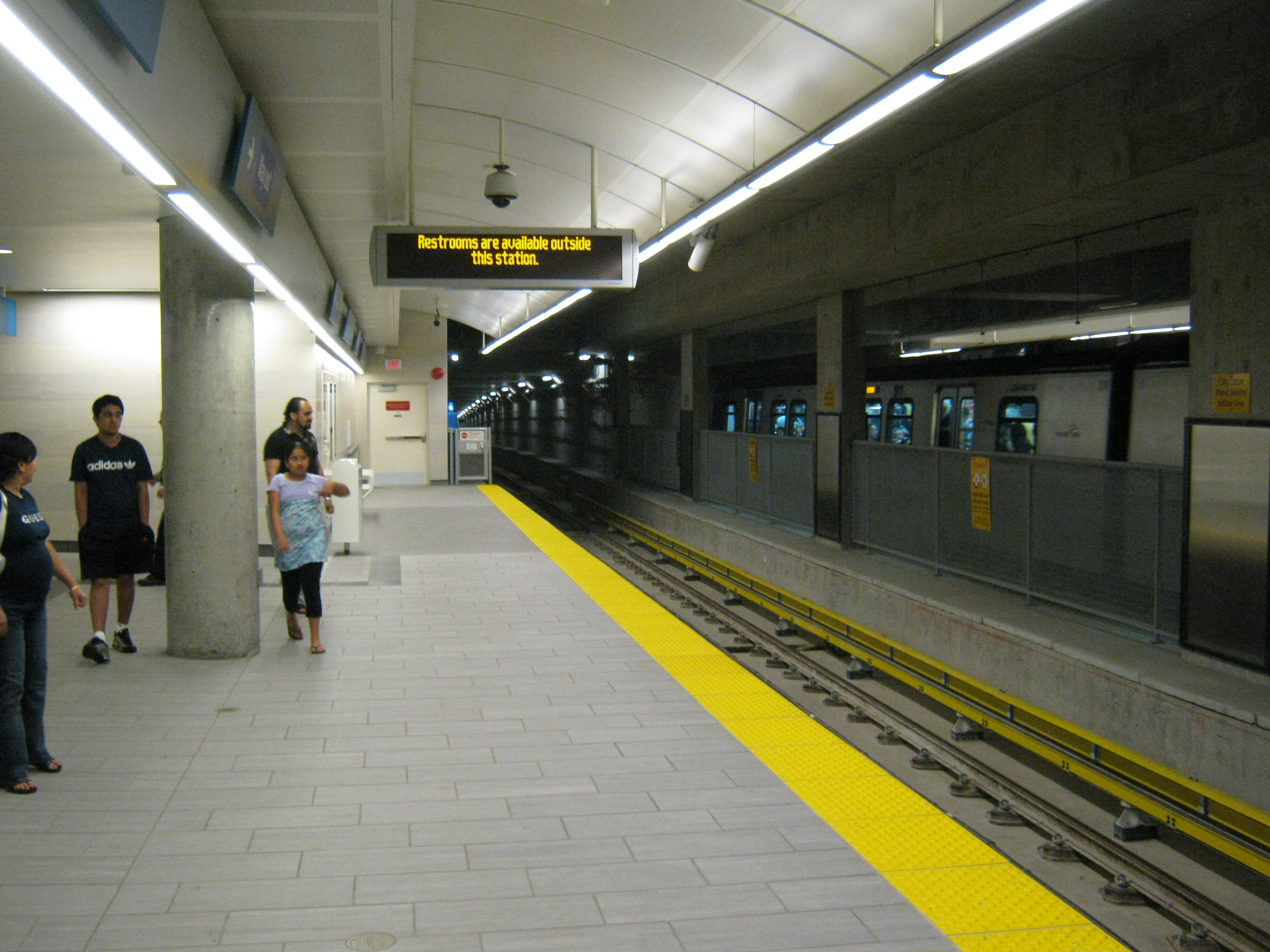
カナダラインのランガラ・49番アベニュー駅
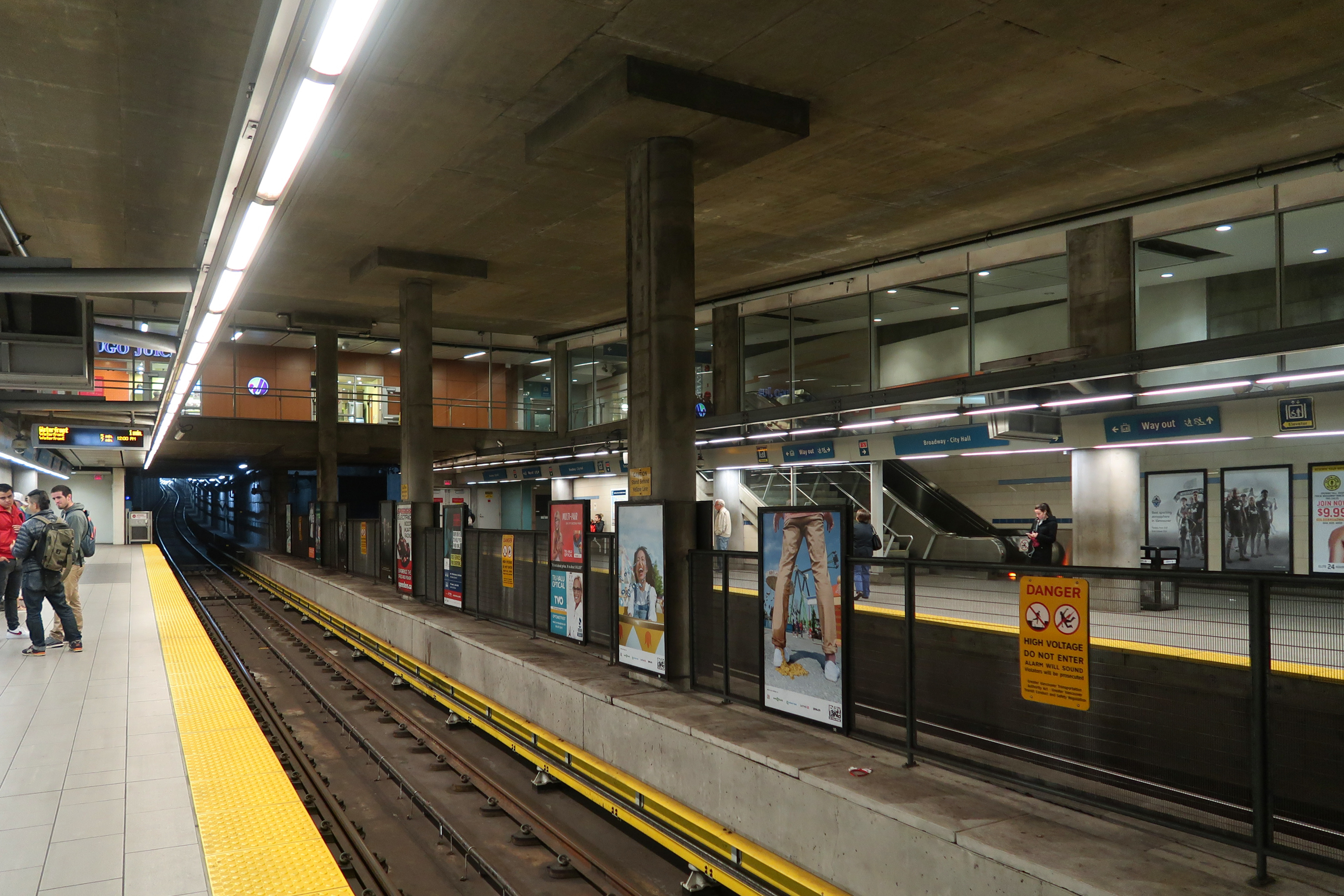
ブロードウェイ・シティホール駅
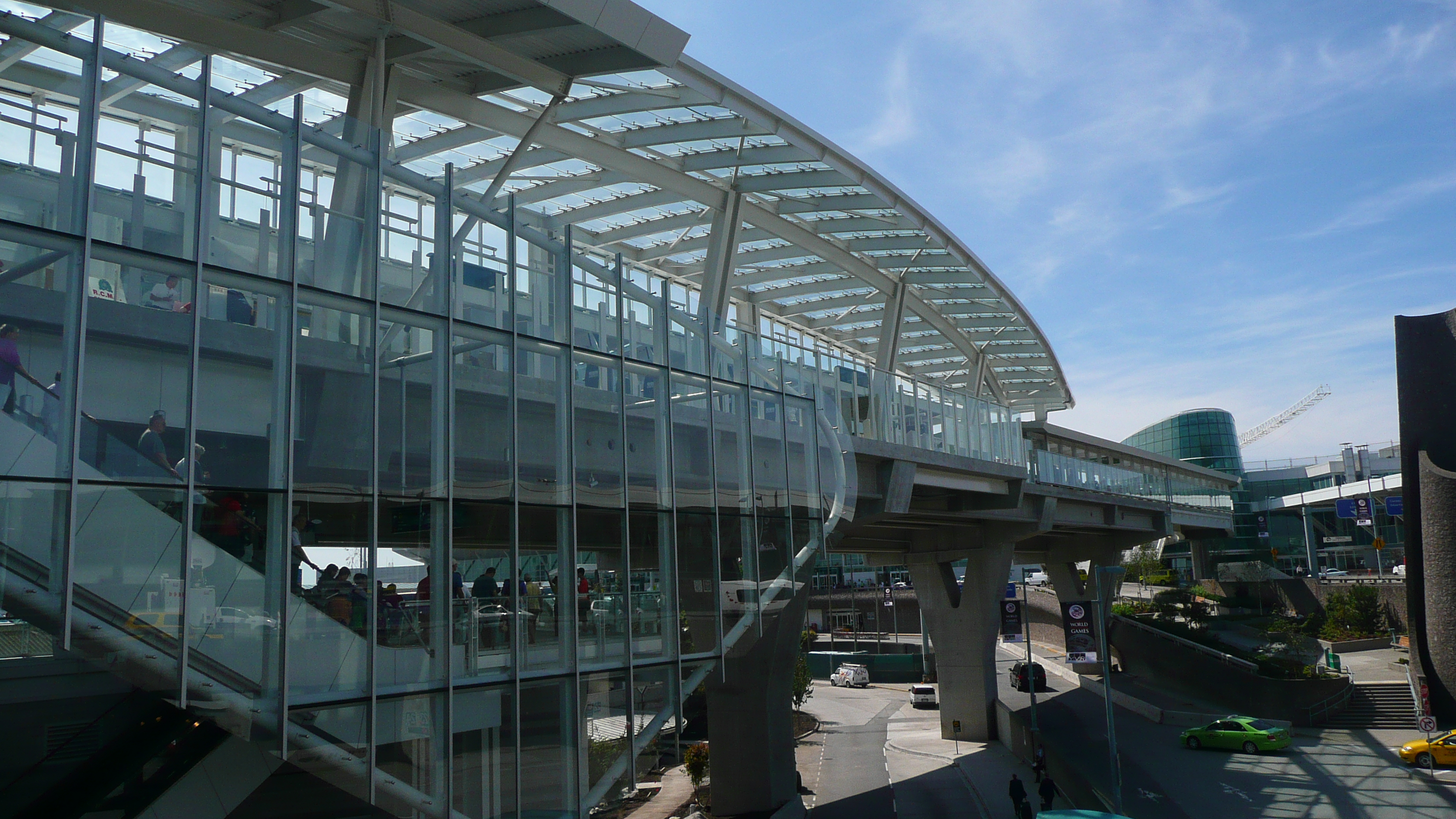
バンクーバー国際空港に隣接するYVRエアポート駅